# Юзефович, Михаил Владимирович
Михаи́л Влади́мирович Юзефо́вич (17 [29] июня 1802, Полтавская губерния — 21 мая [2 июня] 1889, Киев) — русский публицист, председатель киевской археографической комиссии, член Императорского Русского географического общества и Копенгагенского общества северных антиквариев.

## Биография
Родился в Полтавской губернии 17 (29) июня 1802 года в семье Владимира Михайловича Юзефовича. Юзефовичи происходили из реестровых казаков, служивших польским королям и за это пожалованных шляхетским достоинством.
Образование получил в Благородном пансионе при Московском университете, который окончил в 1819 году с правом на чин XIV класса. Военную службу начал в Чугуевском уланском полку, которым командовал дядя Юзефовича, герой Отечественной войны 1812 года Дмитрий Михайлович Юзефович. В 1822 году был произведён в корнеты. С началом турецкой войны 1828—1829 годов, в чине поручика находился при графе Паскевиче-Эриванском. За храбрость был награждён орденами Св. Владимира 4-й степени, Св. Анны 2-й степени с мечами и произведён в штабс-ротмистры. Затем состоял адъютантом генерала Н. Н. Раевского.
Во время службы на Кавказе познакомился с А. С. Грибоедовым, Денисом Давыдовым и Пушкиным. Пушкин оставил в «Путешествии в Арзрум» упоминание о Юзефовиче:

На другой день утром войско наше двинулось вперед. С восточной стороны Арзрума, на высоте Топ-Дага, находилась турецкая батарея. Полки пошли к ней, отвечая на турецкую пальбу барабанным боем и музыкою. Турки бежали, и Топ-Даг был занят. Я приехал туда с поэтом Юзефовичем. На оставленной батарее нашли мы графа Паскевича со всею его свитою. С высоты горы в лощине открывался взору Арзрум со своею цитаделью, с минаретами, с зелеными кровлями, наклеенными одна на другую.
— Путешествие в Арзрум. А. С. Пушкин. Собрание сочинений в 10 т. — М.: ГИХЛ, 1956-1962.
В свои ранние годы Юзефович действительно писал стихи; например, в «Одесском альманахе» за 1831 год (Т. 26 № 1—2. — С. 193, 260) он напечатал два стихотворения, посвященные «С. Г.В-ой» — Софье Вишневской, кузине Якова Бальмена, которая вскоре была выдана замуж за начальника тайной канцелярии генерал-губернатора Бибикова — Николая Эварестовича Писарева.
В 1840 году назначен инспектором народных училищ Киевской губернии. В 1843 году произведён в надворные советники и назначен исполняющим обязанности помощника попечителя Киевского учебного округа и, после утверждения в должности, с 1846 года в течение десяти лет был бессменным помощником попечителя округа; получил чин действительного статского советника; избран 30 ноября 1852 года членом Русского географического общества.

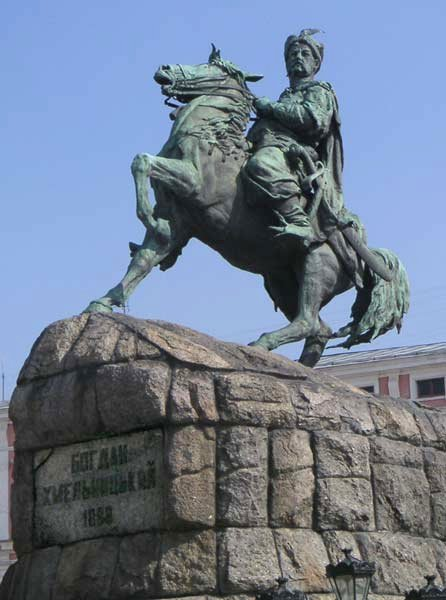
Памятник Богдану Хмельницкому в Киеве

В 1856 году вышел в отставку и занял место председателя Киевской комиссии для разбора древних актов, которая была создана при его участии в 1843 году. Статьи Юзефовича печатались в различных изданиях, в том числе в «Вестнике Юго-Западной и Западной России». В 1865 году был назначен председателем распорядительного комитета Киевской городской публичной библиотеки.
Стал известен в дальнейшем как общественный деятель, сторонник русофильского движения на Украине и оппонент украинофилов, способствовал включению пункта о субсидиям галицкой русофильской газете «Слово» в «Эмсский указ» Александра II.
За его доносы на украинофилов Драгоманов прозвал Юзефовича «тайный советник, явный шпион». В мае 1876 г. сделал доклад на заседании Особого совещания для пресечения украинофильской пропаганды, итогом которого стал Эмсский указ Александра II о запрете книгопечатания на украинском языке.
Будучи председателем комиссии по устройству памятника Богдану Хмельницкому, работал над устройством памятника, открытие которого с надписями на постаменте: «Хотим под царя восточного, православного» и «Богдану Хмельницкому от единой и неделимой России» состоялось в Киеве 11 июля 1888 года. В этот день награждён был чином действительного тайного советника.
Скончался в Киеве 21 мая (2 июня) 1889 года и был погребён недалеко от церкви на Аскольдовой могиле.
С 1836 года был женат на Анне Максимовне Гудим-Левкович. Их дети: Ольга, Владимир (1841—1893), Борис (1843—1911).